# 地下水道 (映画)
『地下水道』（ちかすいどう、原題：Kanał）は、1957年公開のポーランド映画。
アンジェイ・ワイダの名を一躍世界に知らしめた作品で、第10回カンヌ国際映画祭審査員特別賞を受賞した。『世代』に次ぐいわゆる「抵抗三部作」の2作目として知られる。
音楽を担当したヤン・クレンツによるテーマ曲は十二音技法で作曲されている。

## あらすじ
第二次世界大戦末期、1944年のワルシャワ。ポーランド国内軍による武装蜂起は、ドイツ軍による容赦ない攻撃で追い詰められ、悲惨な最終段階に達していた。
その中の一つ、ザドラ中尉の率いる中隊は事態打開のため、地下水道を通り、市の中心部に出て活動を続けることにする。夜になって隊員は地下水道に入っていくが、やがて離ればなれになり、ある者は発狂し、またある者は暗闇と悪臭と恐怖心に耐え切れず、マンホールから外に出てドイツ軍に発見され、射殺されていく。
負傷したコラブと、彼を助けて道案内してきたデイジーの2人も、やっと出口を見つけたと思ったのもつかの間、そこは河へ注ぐ水路であった。一方、先を行くザドラと二人の隊員は遂に目的の出口を見つけたが、出口には頑丈な鉄柵が張られ、爆薬が仕掛けられていた。

## キャスト
- コラブ：タデウシュ・ヤンチャル（吹替：木原正二郎）
- デイジー：テレサ・イジェフスカ（吹替：長山藍子）
- ザドラ中尉：ヴィンチスワフ・グリンスキー（吹替：山本耕一）
- マドリ中尉：エミール・カレヴィッチ（吹替：山本學[3]）
- ハリナ：テレサ・ベレゾフスカ（吹替：三木弘子）
- ミハウ（作曲家）：ヴラデク・シェイバル
- ゼフィル：ヤン・エングレルト
  - 吹替え放映

1回目：1967年12月9日(土) NHK総合 14:10～16:00
2回目：1975年（昭和50年）3月25日(火) 東京12チャンネル 『お昼のロードショー』